# Ідунн

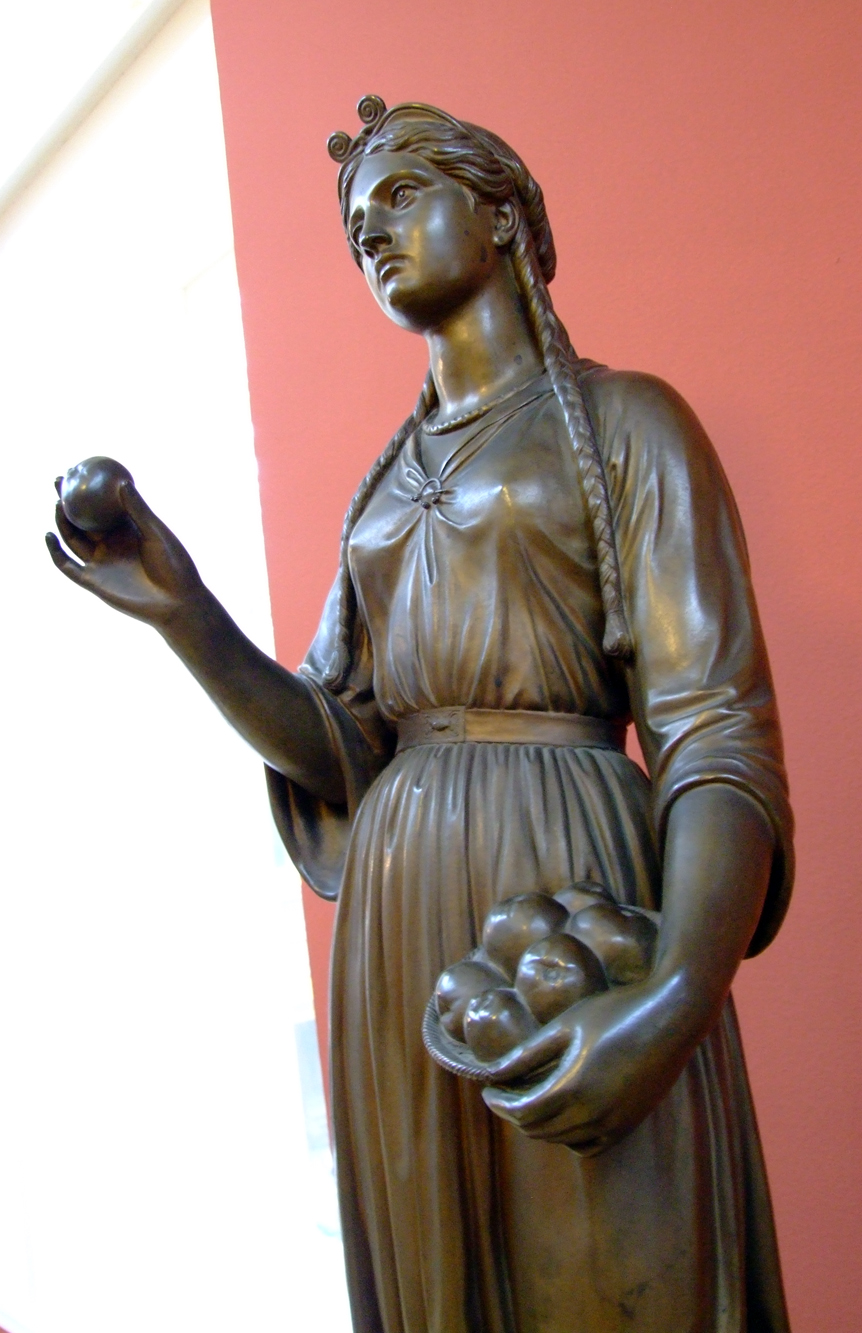
Статуя Ідунн, Г. Біссен, 1858

Ідунн (давньосканд. Iðunn) — в скандинавській міфології одна з асинь. «Молодша Едда» зображає її хранителькою яблук молодості, завдяки яким аси залишались вічно молодими. Вона була дружиною Брагі, бога красномовства та поезії, Коли Локі, бога вогню, спіймав льодовий велетень Тьяцці, він змусив Локі пообіцяти, що в обмін на свободу той викраде яблука молодості. Повернувшись до Асгарду, Локі сказав Ідунн, що він виявив, ніби неподалік ростуть значно кращі яблука. Ідунн повірила Локі й пішла разом із ним в ліс, де Тьяцці в подобі орла вже чекав на свою жертву. Тьяцці схопив Ідунн та яблука в пазурі й полетів до Йотунгейму. Без яблук боги почали слабшати та старіти, їхня шкіра вкривалась зморшками, а зір слабшав. Пізніше їх розум почав слабшати й богами заволодів страх смерті. Врешті-решт Одін набрався сил та відшукав Локі. Погрожуючи магією, він змусив Локі повернути назад Ідунн та її яблука. Локі позичив соколину шкіру у Фреї й полетів у подобі сокола до Йотунгейму, звідки він забрав Ідунн, обернувши її на горіх, який зручніше було нести у пазурах. Розлючений Тьяцці переслідував їх у подобі орла, але загинув у вогні, який горів зверху могутніх стін Асгарду. Локі повернув Ідунн її справжню подобу й вона дала яблука слабким богам.